# 표혜미
표혜미(表慧美, 1991년 4월 3일~)는 대한민국의 가수, 배우이다. 2010년부터 2019년 2월 24일까지 걸 그룹 나인뮤지스의 메인보컬로 활동했다.

## 학력
- 마재초등학교 (졸업)
- 광주중학교 (졸업)
- 대광여자고등학교 (졸업)
- 한양여자대학교 실용음악과[1] 전문학사 (졸업)

## 음반 활동

### OST
- 2017: 《별별 며느리 OST Part 1》
- 2017: 《막돼먹은 영애씨 시즌16 OST Part 3》

### TV 프로그램 싱글
- 2017: 《싱포유 - 일곱 번째 이야기 체인지》 (With 금조)

## 음반 외 활동 목록

### 드라마
- 2012: MBC 《스탠바이》 - 여자2호 역
- 2017: 네이버 TV 《오빠가 사라졌다》 - 유리애 역

### 예능
- 2010-2011: Mnet 《그는 당신에게 반하지 않았다》 - 24회, 26회, 27회 게스트
- 2012: MBC 뮤직 《그 여자 작사 그 남자 작곡 시즌2》 - 고정 출연
- 2014: MBC 뮤직 《아이돌 댄스 대회 D-Style》 - 진행
- 2016: MBC 《듀엣가요제》 - 18회 게스트
- 2017: JTBC 《싱포유》 - 14회 게스트
- 2018: 네이버 TV캐스트 《여우들의 은밀한 수다 S/S》 - 고정 출연

### 뮤지컬
- 2016: 《노서아가비》 - 따냐 역

### 연극
- 2016: 《안녕 후쿠시마》 - 여자 역
- 2019: 《안녕 후쿠시마》 - 여자 역

## 수상
- 2009년 CMB 친친청소년가요제 은상[2]
- 2009년 CMB 친친청소년가요제 특별상